# Френч-Айленд (Вісконсин)
Френч-Айленд (англ. French Island) — переписна місцевість (CDP) в США, в окрузі Ла-Кросс штату Вісконсин. Населення — 4284 особи (2020).

## Географія
Френч-Айленд розташований за координатами 43°51′35″ пн. ш. 91°15′54″ зх. д. / 43.85972° пн. ш. 91.26500° зх. д. (43.859746, -91.265100).  За даними Бюро перепису населення США в 2010 році переписна місцевість мала площу 6,02 км², з яких 4,96 км² — суходіл та 1,06 км² — водойми. В 2017 році площа становила 6,53 км², з яких 5,24 км² — суходіл та 1,29 км² — водойми.

## Демографія
Згідно з переписом 2010 року, у переписній місцевості мешкало 4207 осіб у 1874 домогосподарствах у складі 1196 родин. Густота населення становила 699 осіб/км².  Було 1941 помешкання (323/км²).
Расовий склад населення:
| - 94,8 % — білих - 2,1 % — азіатів - 1,0 % — чорних або афроамериканців - 0,5 % — корінних американців - 0,1 % — вихідців з тихоокеанських островів |

До двох чи більше рас належало 1,2 %. Частка іспаномовних становила 1,0 % від усіх жителів.
За віковим діапазоном населення розподілялося таким чином: 18,0 % — особи молодші 18 років, 65,7 % — особи у віці 18—64 років, 16,3 % — особи у віці 65 років та старші. Медіана віку мешканця становила 45,2 року. На 100 осіб жіночої статі у переписній місцевості припадало 99,7 чоловіків;  на 100 жінок у віці від 18 років та старших — 98,9 чоловіків також старших 18 років.
Середній дохід на одне домашнє господарство  становив 60 342 долари США (медіана — 52 475), а середній дохід на одну сім'ю — 69 134 долари (медіана — 64 531). Медіана доходів становила 40 690 доларів для чоловіків та 37 396 доларів для жінок. За межею бідності перебувало 11,8 % осіб, у тому числі 24,6 % дітей у віці до 18 років та 7,0 % осіб у віці 65 років та старших.
Цивільне працевлаштоване населення становило 2593 особи. Основні галузі зайнятості: освіта, охорона здоров'я та соціальна допомога — 26,0 %, роздрібна торгівля — 12,5 %, виробництво — 12,0 %.